# أقوم المسالك في معرفة أحوال الممالك
أقوم المسالك في معرفة أحوال الممالك هو كتاب ألفه خير الدين التونسي عن البلاد الأوروبية.

## أقسام الكتاب
يتألف الكتاب من مقدمة طويلة، وجزأيْن؛ يحوي الجزء الأول عشرين بابًا، كل باب مخصص لبلد من البلاد الأوروبية، وتضم الأبواب فصولاً تتضمن الحديث عن تاريخ البلد، وجغرافيته، وموقعه، ومساحته، وأهم ملوكه، وتنظيماته الإدارية والسياسية والعسكرية.
يحوي الجزء الثاني على ستة أبواب؛ خمسة منها في جغرافية القارات الخمس، أما الباب السادس فخصص للبحار. غير أن أهم ما في الكتاب هو مقدمته التي تجاوز الاهتمام بها سائر الكتاب، وأصبحت الإشارة إلى كتاب «أقوم المسالك» تعني الإشارة إلى المقدمة وحدها، وهي تلخص تجربة «خير الدين» كلها التي تركز على مقاومة أوروبا عن طريق الاستعارة منها، والتمسك بالجامعة الإسلامية لدعم هذه المقاومة، ومحاولة إصلاح الولايات الإسلامية المختلفة وبثّ روح اليقظة والنهوض فيها.

## الحركة الإصلاحية عند خير الدين
تقوم الحركة الإصلاحية عند «خير الدين» على دعامتين رئيسيتين:
1. ضرورة التجديد والاجتهاد في الشريعة الإسلامية، بما يتلاءم مع ظروف العصر وأحوال المسلمين، ويتفق مع ثوابت الشريعة. ودعا علماء الأمة إلى توسيع مفهوم السياسة الشرعية، وعدم قصرها على ما ورد فيه نصٌّ من كتاب الله وسنة رسوله. وذكّرهم بمناهج السلف في هذا المجال الذين جعلوا نطاق السياسية الشرعية يتسع ليشمل كل ما لا يخالف الكتاب والسنة، وإن لم يرد نص فيه؛ لأن في ذلك تحقيقَ مقصد من مقاصد الشريعة.
2. ضرورة الأخذ بالمعارف وأسباب العمران الموجودة في أوروبا؛ لأنها طريق المجتمع إلى النهوض، وإذا كان هذا الطريق يتطلب تأسيس الدولة على دعامتي الحرية والعدل، فإن هاتين الدعامتين تُعدان أصليتيْن في الشريعة الإسلامية، وليستا غريبتين عن المجتمعات التي ينادي بإصلاحها «خير الدين».

كان خير الدين داعية إلى الإصلاح الشامل الذي يقوم على أساس تحقيق العدل والمساواة في حكم الرعية، ورفع مظاهر الظلم والتعسف عن كاهله، واحترام حقوقه الإنسانية، ولن يتحقق هذا إلا من خلال نظام حكم يقوم على الشورى، وتعدد مؤسسات الحكم، وعدم انفراد شخص مهما أوتي من قدرة وكفاءة وحسن سياسة في تصريف شؤون البلاد وإدارة أمور الرعية؛ لأن في الاستبداد والانفراد مدعاة للتفريط في الحقوق.
في مقابل ذلك اشترط أن تكون الأمة واعية مستنيرة تدرك مسؤولياتها، وتحسن ممارسة حريتها، وتراقب سير أمور الحكم، وتطالب بما لها من حقوق.

## قالوا عن الكتاب
وصف المستشرق والرحالة الألماني هاينريش فون مالتزان الكتاب أثناء زيارة لتونس قائلاً أنه «أهمّ ما ألفّ في الشرق في عصرنا هذا». وقد وصف خيرَ الدين بقوله: «أما خير الدين فقد انتهج منهجاً مغايراً تماماً. إذ أنه تفادى اتخاذ وجهة النظر الأوروبية وتبنى منذ البداية التصوّر الإسلامي. ومن هذا المنظور الذي لا أمل بدونه أن يلقى المشروع لدى أبناء قومه المتمسكين بعقيدتهم أدنى صدى، وبالرجوع أولا إلى الماضي، تفحص خير الدين المستوى الحضاري الرفيع والمكانة المرموقة الذين كانت بلاد الإسلام عليهما يوم كانت أوروبا لا تزال غارقة في ظلمات القرون الوسطى».